# Gorses
Gorses ist eine französische Gemeinde mit 340 Einwohnern (Stand: 1. Januar 2022) im Département Lot in der Region Okzitanien (vor 2016: Midi-Pyrénées). Sie gehört zum Arrondissement Figeac und zum Kanton Lacapelle-Marival.

## Geographie
Gorses liegt etwa 32 Kilometer westsüdwestlich von Aurillac und etwa 17 Kilometer nordnordwestlich von Figeac. Umgeben wird Gorses von den Nachbargemeinden Latouille-Lentillac im Norden und Nordwesten, Lacam-d’Ourcet im Norden, Sénaillac-Latronquière im Norden, Latronquière im Osten, Lauresses im Osten und Südosten, Saint-Cirgues im Südosten, Montet-et-Bouxal im Süden, Saint-Médard-Nicourby im Südwesten, Terrou im Westen sowie Ladirat im Nordwesten.

## Geschichte
Am 11. Mai 1944 verübte die deutsche 2. SS-Panzer-Division bei ihrer Suche nach Widerstandskämpfern des Maquis ein Kriegsverbrechen an der örtlichen Bevölkerung.

## Bevölkerungsentwicklung
| Jahr                       | 1962 | 1968 | 1975 | 1982 | 1990 | 1999 | 2006 | 2018 |
| Einwohner                  | 716  | 650  | 535  | 554  | 511  | 355  | 344  | 327  |
| Quellen: Cassini und INSEE |      |      |      |      |      |      |      |      |

## Sehenswürdigkeiten
- Kirche Notre-Dame-de-l'Assomption aus dem 19. Jahrhundert

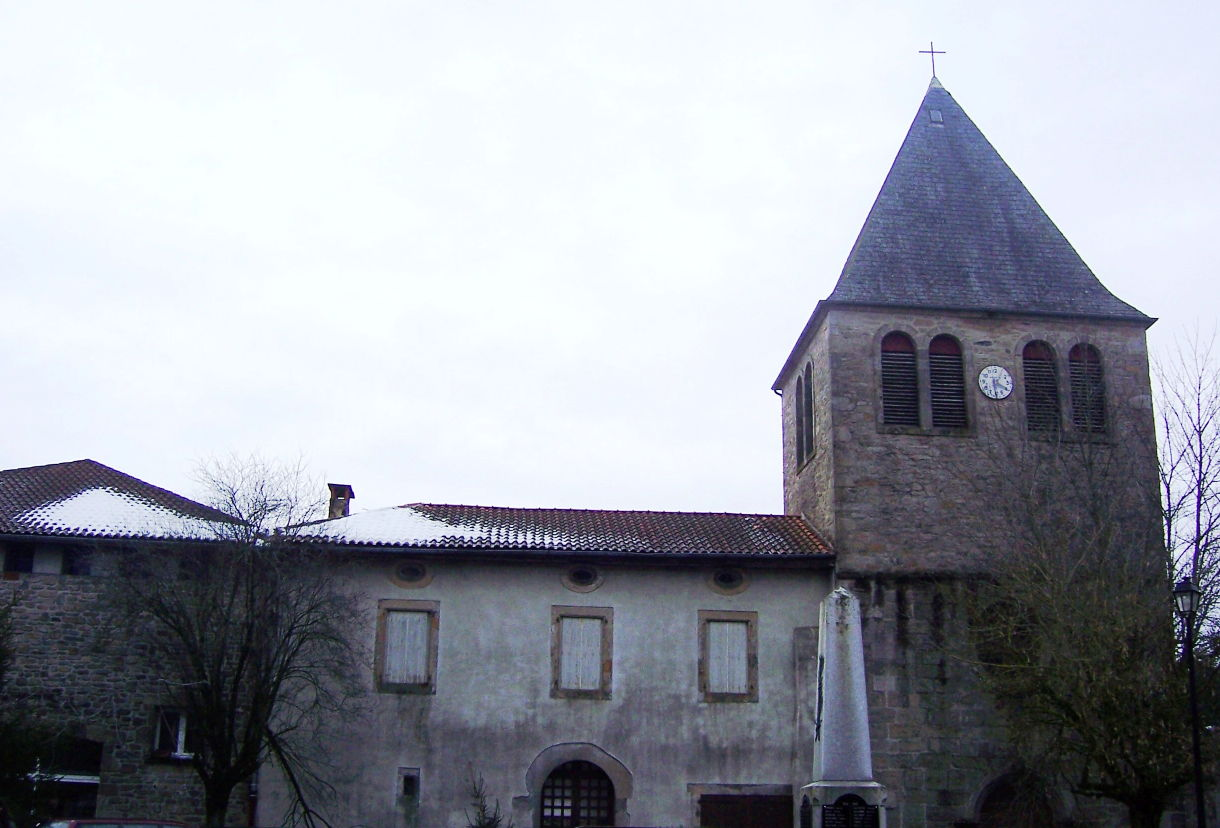
Kirche Notre-Dame-de-l'Assomption